# Liberty City
Liberty City er en fiktiv by fra computerspillet Grand Theft Auto III, som flere gange er blevet kåret, som verdens værste by, grundet den megen og organiserede kriminalitet i byen. Byen er opdelt i de tre øer Portland Island, Staunton Island og Shoreside Wale.
I byen møder man bl.a. følgende gangstergrupper:
- Leone Family Mafia, ledet af Salvatore Leone.
- Triads.
- The Yakuza, som vi kender den fra den virkelige verden.
- The Diablos.
- South Side Hoods.
- The Colombian Cartel.
- Yardies.

## Liberty City i San Andreas
Liberty City optræder også flere steder i Grand Theft Auto: San Andreas. Ved spillets begyndelse er hovedpersonen Carl Johnson (oftest bare kaldt CJ), vendt hjem efter fem år i Liberty City.
I introen kan man høre CJ tænke: After 5 years on the East Coast, it was time to go home. The East Cost dækker i dette tilfælde over Liberty City.
Senere i spillet skal man i missionen "Saint Mark's Bistro", flyve et fly fra lufthavnen i Las Venturas til Liberty City, hvor man skal "rydde op" på en bistro.

## Liberty City i GTA IV
Liberty City, optræder også i GTA IV. Denne inkarnation af byen er endnu mere inspireret af New York end sine forgængere. Bl.a har byen en  smilende statue af Frihedsgudinden ,men den holder en kaffekop i stedet for en fakkel.
| computerspil | Spire Denne computerspilsrelaterede artikel er en spire som bør udbygges. Du er velkommen til at hjælpe Wikipedia ved at udvide den. |